# Ляньцзян (повіт, Фуцзянь)
26°12′03″ пн. ш. 119°32′06″ сх. д. / 26.20077° пн. ш. 119.53499° сх. д.
Ляньцзян (кит. 连江县, пін. Liánjiāng Xiàn) — один із повітів КНР у складі префектури Фучжоу, провінція Фуцзянь. Адміністративний центр — містечко Фенчен.

## Географія
Ляньцзян у середньому розташовується на висоті близько 14 метрів над рівнем моря, материкова частина лежить на річці Дайцзян.

### Клімат
Повіт знаходиться у зоні, котра характеризується вологим субтропічним кліматом. Найтепліший місяць — липень із середньою температурою 28,9 °C. Найхолодніший місяць — січень, із середньою температурою 10,7 °С.
| Клімат повіту Ляньцзян                             | Клімат повіту Ляньцзян | Клімат повіту Ляньцзян | Клімат повіту Ляньцзян | Клімат повіту Ляньцзян | Клімат повіту Ляньцзян | Клімат повіту Ляньцзян | Клімат повіту Ляньцзян | Клімат повіту Ляньцзян | Клімат повіту Ляньцзян | Клімат повіту Ляньцзян | Клімат повіту Ляньцзян | Клімат повіту Ляньцзян | Клімат повіту Ляньцзян |
| Показник                                           | Січ.                   | Лют.                   | Бер.                   | Квіт.                  | Трав.                  | Черв.                  | Лип.                   | Серп.                  | Вер.                   | Жовт.                  | Лист.                  | Груд.                  | Рік                    |
| Середній максимум, °C                              | 14,7                   | 15,2                   | 17,8                   | 22,4                   | 26,5                   | 30,1                   | 33,3                   | 32,6                   | 29,9                   | 25,9                   | 21,8                   | 17,1                   | 23,9                   |
| Середня температура, °C                            | 10,7                   | 11,2                   | 13,5                   | 18                     | 22,4                   | 26,2                   | 28,9                   | 28,5                   | 26,1                   | 21,9                   | 17,9                   | 13                     | 19,9                   |
| Середній мінімум, °C                               | 8                      | 8,4                    | 10,6                   | 14,9                   | 19,4                   | 23,1                   | 25,4                   | 25,3                   | 23,1                   | 18,7                   | 14,9                   | 10                     | 16,8                   |
| Норма опадів, мм                                   | 63.7                   | 85.6                   | 137.6                  | 140                    | 189.1                  | 239.5                  | 160.8                  | 218.4                  | 150.2                  | 61.2                   | 71.1                   | 56.5                   | 1573.7                 |
| Вологість повітря, %                               | 79                     | 80                     | 81                     | 81                     | 82                     | 84                     | 80                     | 81                     | 80                     | 76                     | 76                     | 76                     | 80                     |
| -------------------------------------------------- | ---------------------- | ---------------------- | ---------------------- | ---------------------- | ---------------------- | ---------------------- | ---------------------- | ---------------------- | ---------------------- | ---------------------- | ---------------------- | ---------------------- | ---------------------- |
| Джерело: Дані метеостанції №58848 (КНР, 1991-2020) |                        |                        |                        |                        |                        |                        |                        |                        |                        |                        |                        |                        |                        |